# Hemitoma octoradiata
Hemitoma octoradiata är en snäckart som först beskrevs av Gmelin 1791.  Hemitoma octoradiata ingår i släktet Hemitoma och familjen nyckelhålssnäckor. Inga underarter finns listade i Catalogue of Life.